# Stys-tarsza
A Stys-tarsza vagy erdélyi tarsza (Isophya stysi) a fürgeszöcskék családjába tartozó, Közép-Európában honos szöcskefaj.

## Megjelenése
A Stys-tarsza testhossza a hím esetében 20-27 mm, a nőstény 20-27 mm, ehhez járul még a 9-12 mm-es tojócső. A tarszák között nagy termetűnek számít. Alapszíne zöld, apró, vörösbarna pontozással. A szemektől egy-egy vékony világos csík fut a torpajzson át, ami a szárnyak szegélyén is folytatódik. A hím torpajzsa hátrafelé kissé szélesedik, besűllyed. Szárnya csökevényes, pikkelyszerű. A hím cercusa (potrohfüggeléke) a végén enyhén befelé és felfelé hajlik, a végén foggal. A szubgenitális lemez rövid, keskeny, V alakban bevágott. A nőstény tojócsöve felfelé ível, vége fűrészes élű. 
Éneke füllel alig hallható, inkább az ultrahangtartományban intenzív. Nagyon hasonlít az illír tarsza hangjához, de a syllabusok elején a rezgések lassabban ismétlődnek, ami kaparóan érdes hangot eredményez. A syllabusok között 1-2 perc telik el.

### Hasonló fajok
Közeli rokonaival (magyar tarsza, kárpáti tarsza, szerény tarsza, illír tarsza, pienini tarsza, erdei tarsza) lehet összetéveszteni.

## Elterjedése
Közép-Kelet-Európában honos a Keleti- és Déli-Kárpátokban, valamint a Bihari-hegységben (Kelet-Szlovákia, Dél-Lengyelország, Kárpátalja, Erdély, Kelet-Magyarország). Magyarországon északkeleten (Észak-Zemplén, Aggteleki-karszt, Beregi-sík) és a Körös-vidéken (Gyula, Szarvas) vannak kis, izolált populációi. 

## Életmódja
Változatos, dús növényzetű, közepesen nedves rétek, erdőszélek, tisztások, patakmenti magaskórósok lakója. Növényevő; leginkább a széles levelű kétszikűek nedvdús, húsos leveleit  kedveli. Alkonyatkor és kora este aktív, napközben a levelek között rejtőzik. Repülni nem képes, gyengén ugrik, ellenségeitől védőszíne és éjszakai életmódja óvja meg.
Kifejlett példányaival júniustól augusztusig találkozhatunk. A nőstény a talajba rakja petéit, amelyekből áttelelés után kora tavasszal kelnek ki a lárvák.
Magyarországon fokozottan védett, természetvédelmi értéke 100 000 Ft.